# Přechodová oblast
Přechodová oblast je tenká a nepravidelná vrstva sluneční atmosféry oddělující horkou koronu od chladnější fotosféry. Teplota se tu náhle mění z 20 000 K (na hranici s chromosférou) až na 1 milion K (na hranici s koronou). Tato vrstva se zkoumá hlavně v daleké ultrafialové části spektra.
Z pozorování vyplývá, že přechodová vrstva je spíše obálkou okolo nehomogenit, jako jsou například spikule, než souvislou vrstvou. Nad slunečními skvrnami má nižší hustotu. Její průměrná výška nad poklidnými oblastmi Slunce je okolo 1 700 km plus minus 800 km. Tloušťku není snadné určit, protože závisí na průměrné rozlišovací schopnosti. Při pozorování v teplotách 3×104 až 3×105 K vychází tloušťka kolem 30 km, pro teploty 2×105 až 106 až okolo 2 500 km.
Přechodovou oblast formuje teplo, které "přetéká" z korony do níže položené chladnější chromosféry. Odpověď na otázku, proč je chromosféra (která se nachází blíže ke středu Slunce) chladnější než korona (která je oproti chromosféře dále od středu Slunce), dodnes neznáme.